# Гриша Анатолій Вікторович
Гриша Анатолій Вікторович (25 липня 1928, місто Кривий Ріг — 5 листопада 1995, місто Кривий Ріг, Дніпропетровська область) — радянський будівельник, керуючий тресту "Криворіжаглобуд" (1971-1987). Лауреат Премії Ради Міністрів СРСР (1983). 

## Біографія
Народився 25 липня 1928 року в місті Кривий Ріг Дніпропетровської області в родині вчителів.
У 1948—1951 роках — майстер відділу капітального будівництва шахтоуправління імені 1-го Травня.
У 1957 році закінчив Дніпропетровський інженерно-будівельний інститут.
Із серпня 1957 року — у тресті "Криворіжаглобуд": майстер будівельного управління "Промбуд"; з жовтня 1963 по листопад 1964 року — начальник виробничо-технічного відділу будівельного управління "Промбуд-2"; з листопада 1964 року — старший виконроб, головний інженер, начальник будівельного управління "Аглобуд-2", секретар партійного комітету; з липня 1971 по грудень 1987 року — керуючий тресту "Криворіжаглобуд".
Один із видатних організаторів промислового будівництва. Протягом 16 років керівництва трестом продовжив закладені О. П. Подлєпою традиції. Було побудовано багато промислових і цивільних об'єктів, колектив і співробітники відзначені урядовими нагородами. Учасник ВДНГ. Після виходу на пенсію підтримував тісні стосунки з колективом тресту.
Помер 5 листопада 1995 року в місті Кривий Ріг.

## Нагороди
- Премія Ради Міністрів СРСР (1983);
- Орден Жовтневої Революції;
- Орден Трудового Червоного Прапора;
- Орден «Знак Пошани»;
- Медаль «В ознаменування 100-річчя з дня народження Володимира Ілліча Леніна»;
- Медаль «Ветеран праці».